# Andreas Jäger (Moderator)
Andreas Jäger (* 29. Juli 1965 in Hohenems) ist ein österreichischer Meteorologe und Fernsehmoderator.

## Leben
Andreas Jäger besuchte im Anschluss an die Hauptschule in Hohenems das Gymnasium Dornbirn-Schoren. Nach der Matura studierte er an der Universität Innsbruck Meteorologie, das Studium schloss er 1992 mit seiner Arbeit über Isentrope Trajektorien und ihre Anwendung auf das Konzept der potentiellen Vorticity bei orographisch induzierten Lee-Zyklogenesen ab.
Von 1995 bis 1999 präsentierte er die Wetterberichte im Rahmen des ORF-Vorabendmagazins Willkommen Österreich, von 1997 bis Juni 2003 war er im Ö3-Wecker zu hören. 1998 wirkte er an der ORF-Fernsehserie Tohuwabohu von Helmut Zenker mit, 2003 war er Teilnehmer eines Promi-Specials der Millionenshow, 2008 war er zu Gast in Wir sind Kaiser. Ab 2006 baute er für den Fernsehsender ATV die Wetterredaktion auf. Von 2007 bis 2009 war er für die Öffentlichkeitsarbeit für die Zentralanstalt für Meteorologie und Geodynamik (ZAMG) verantwortlich. Seit 2009 ist er für ServusTV tätig, wo er unter anderem die Wissenschaftssendung Scientia potentia est – Wissenswert, Wettersendungen und Dokumentationen präsentierte, 2016 war er als Moderator der Sendung Quizmaster zu sehen.
Seit 19. Oktober 2016 moderiert er auf ORF III das Wissenschaftsmagazin Quantensprung, seit 14. Oktober 2017 außerdem auch die Sendung Berggespräche und seit November 2019 das ORF-III-Hauptabendformat Quiz mit Klasse.

## Publikationen
- 1999: Das Wetterjahr in Österreich, gemeinsam mit Manfred Bauer-Mirecka, mit Illustrationen von Georg Michael Thellmann, Döcker-Verlag, Wien 1999, ISBN 978-3-85115-269-2
- 2005: Carlas wunderbare Wetterreise, mit Illustrationen von Alejandra Alonso García, G und G Verlag, Wien 2005, ISBN 978-3-7074-0280-3
- 2009: Donnerwetter, Otto Frosch!, mit Illustrationen von Marion Meister, G und G Verlag, Wien 2009, ISBN 978-3-7074-1097-6
- 2015: 20 Wetterregeln, die man kennen muss, mit Fotos von Herbert Raffalt, Servus-Verlag, Salzburg 2015, ISBN 978-3-7104-0029-2
- 2021: Die Alpen im Fieber: Die 2-Grad-Grenze für das Klima unserer Zukunft, Bergwelten, Elsbethen 2021, ISBN 978-3-7112-0032-7